# Erismatopterus
Erismatopterus (лат.) — род вымерших лучепёрых рыб из семейства перкопсовых (Percopsidae). Существовал в раннем эоцене (52—50 млн лет назад) в Северной Америке. Многочисленные остатки рыб найдены в пресноводных отложениях в штате Вайоминг.
Мелкая рыба, длина тела которой, как правило, не превышала 10 см. Тело стройное, с продолговатой головой и большими глазами, морда относительно заострённая. Рот умеренно высокий и короткий. Спинной плавник располагался непосредственно перед серединой тела и был относительно высоким и округлым. Грудные и тазовые плавники располагались очень близко друг к другу, при этом последние сильно смещены вперёд. Анальный плавник был длинным и закруглённым, тогда как хвостовой плавник глубоко раздвоенным.

## Классификация
В род включают 3 вымерших вида:
- Erismatopterus rickseckeri
- Erismatopterus levatus
- Erismatopterus endlichi